# Алекс де Соуза
Алекс де Соуза (порт. Alex de Souza, нар. 14 вересня 1977, Куритиба) — бразильський футболіст, що грав на позиції півзахисника, нападника.
Виступав, зокрема, за «Палмейрас» та «Фенербахче», а також національну збірну Бразилії. У складі збірної — дворазовий володар Кубка Америки.

## Клубна кар'єра
У дорослому футболі дебютував 1995 року виступами за команду клубу «Корітіба», в якій провів три сезони, після чого перейшов у «Палмейрас». У складі бразильського гранда Алекс виборов титул володаря Кубка Бразилії та Кубка Меркосур у 1998 році, став володарем Кубка Лібертадорес у 1999 році та виграв Кубок чемпіонів Бразилії та Турнір Ріо-Сан-Паулу у 2000 році.
2000 року Алекс недовго пограв в оренді за «Фламенгу», після чого став гравцем «Крузейру». У цій команді з невеликою перервою на «Парму», Алекс грав до 2004 року і у сезоні 2003 року провів найкращий сезон у кар'єрі, забивши 23 гола у 37 іграх бразильської Серії А, а клуб здобув требл, ставши чемпіоном Бразилії, чемпіоном штату та володарем Кубка Бразилії. При цьому «лисиці» побили безліч рекордів у чемпіонаті — набрали 100 очок, випередивши найближчих переслідувачів на 13, забили 102 голи, а Алекс отримав Золотий м'яч Бразилії як найкращий гравець року.
На початку червня 2004 року Алекс перейшов у турецький «Фенербахче» за 5 млн євро. 9 квітня 2006 року Алекс забив два голи в матчі чемпіонату Туреччини проти «Сівасспора», другий гол став 250-м за кар'єру. У 2007 році президент клубу пропонував гравцеві довічний контракт, але Алекс відмовився. У 2011 році Алекс потрапив під слідство за підозрою в організації договірних матчів свого клубу «Фенербахче», в результаті якого клуб виключили з єврокубків. З командою бразилець тричі ставав чемпіоном Туреччини у 2005, 2007 та 2011 роках, також виграв да Суперкубка і один національний кубок. При цьому саме Алекс був ключовим гравцем у виграші Кубка Туреччини 2012 року, титул, який «Фенербахче» не вигравав 30 років. У фінальній грі проти «Бурсаспора» Алекс віддав три результативні передачі й забив гол у другому таймі, забезпечивши своїй команді перемогу 4:0, за що був названий гравцем матчу.
У серпні 2012 року, маючи на той момент 136 голів у Суперлізі за «Фенербахче», Алекс поскаржився, що тренер Айкут Коджаман не випускав його на гру, щоб він не перевищив рекордну позначку у 140 м'ячів, встановлену Айкутом, коли той сам був гравцем команди. У результаті 1 жовтня 2012 року клуб вирішив розірвати контракт з футболістом в односторонньому порядку через конфлікт бразильця з головним тренером команди. Загалом бразилець відіграв за стамбульську команду вісім сезонів своєї ігрової кар'єри. Більшість часу, проведеного у складі «Фенербахче», був основним гравцем команди і одним з головних бомбардирів, а також з 2007 року капітаном команди, зігравши 378 матчів, у яких забив 185 голів і віддав 162 гольових передач, при цьому в сезоні 2010/11 з 28 голами став найкращим бомбардиром чемпіонату.
18 жовтня 2012 року Алекс повернувся до свого рідного клубу «Корітіба», де і завершив кар'єру 1 грудня 2014 року, вигравши до цього свій останній трофей — чемпіонство штату Парана 2013 року.

## Виступи за збірні
1997 року залучався до складу молодіжної збірної Бразилії, разом з якою брав участь у молодіжному чемпіонаті Південної Америки в Чилі, де бразильці здобули срібні нагороди. Цей результат дозволив поїхати команді і на молодіжний чемпіонаті світу 1997 року в Малайзії, де бразильці із Алексом вилетіли у чвертьфіналі.
Захищав кольори олімпійської збірної Бразилії на футбольному турнірі Олімпійських ігор 2000 року у Сіднеї, де бразильці теж вилетіли у чвертьфіналі, програвши майбутньому олімпійському чемпіону збірній Камеруну в додатковий час.
1998 року дебютував в офіційних матчах у складі національної збірної Бразилії, а вже наступного року поїхав з нею на Кубок Америки 1999 року у Парагваї, здобувши того року титул континентального чемпіона. Того ж літа взяв участь з командою і в розіграші Кубка конфедерацій 1999 року у Мексиці, де здобув «срібло».
Згодом у складі збірної був учасником Кубка Америки 2001 року у Колумбії, Кубка конфедерацій 2003 року у Франції та Кубка Америки 2004 року у Перу, здобувши другий у своїй кар'єрі титул континентального чемпіона.
Всього протягом кар'єри у національній команді, яка тривала 8 років, провів у її формі 48 матчів, забивши 12 голів.

## Статистика виступів

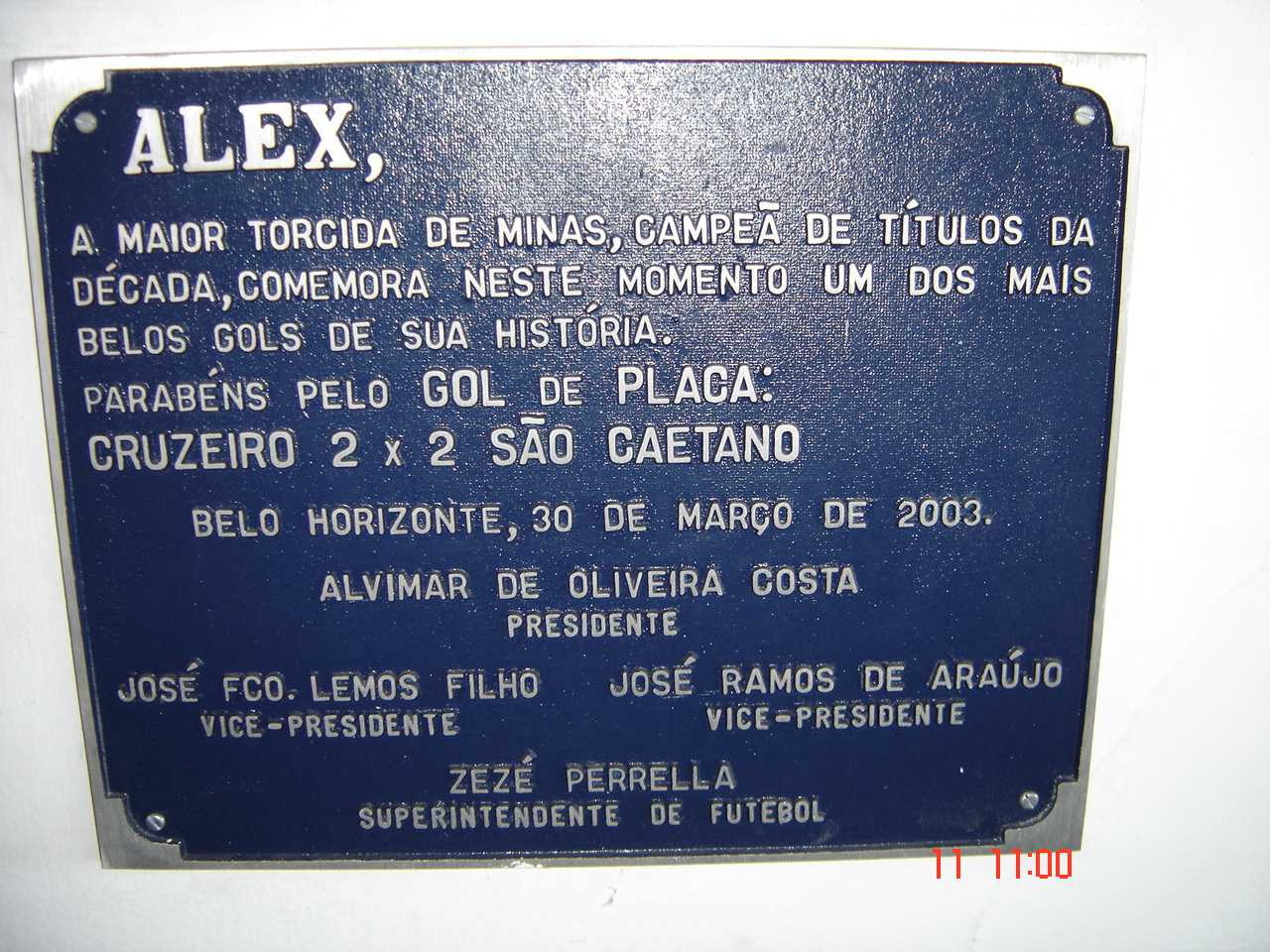
Меморіальна дошка на честь Алекса біля входу на стадіон «Крузейру», встановлена 2003 року.

### Статистика клубних виступів
| Сезон                  | Команда                | Чемпіонат              | Чемпіонат | Чемпіонат | Національний кубок | Національний кубок | Національний кубок | Континентальні кубки | Континентальні кубки | Континентальні кубки | Інші змагання | Інші змагання | Інші змагання | Усього | Усього |
| Сезон                  | Команда                | Ліга                   | Ігор      | Голів     | Ліга               | Ігор               | Голів              | Ліга                 | Ігор                 | Голів                | Ліга          | Ігор          | Голів         | Ігор   | Голів  |
| ---------------------- | ---------------------- | ---------------------- | --------- | --------- | ------------------ | ------------------ | ------------------ | -------------------- | -------------------- | -------------------- | ------------- | ------------- | ------------- | ------ | ------ |
| 1995                   | «Корітіба»             | КП+B                   | ?+?       | ?+?       | -                  | -                  | -                  | -                    | -                    | -                    | -             | -             | -             | ?      | ?      |
| 1996                   | «Корітіба»             | КП+A                   | ?+17      | ?+5       | КБ                 | 2                  | 0                  | -                    | -                    | -                    | -             | -             | -             | 19+    | 5+     |
| 1997                   | «Палмейрас»            | КП+A                   | ?+28      | ?+7       | КБ                 | 4                  | 2                  | -                    | -                    | -                    | РСП           | ?             | ?             | 32+    | 9+     |
| 1998                   | «Палмейрас»            | КП+A                   | ?+23      | ?+7       | КБ                 | 11                 | 1                  | КМ                   | 7+                   | 6                    | РСП           | ?             | ?             | 41+    | 14+    |
| 1999                   | «Палмейрас»            | КП+A                   | ?+14      | ?+4       | КБ                 | 9                  | 2                  | ЛЧ+КМ                | 4++3+                | 4+3                  | РСП+МК        | ?+1           | ?+0           | 31+    | 13+    |
| 2000                   | «Палмейрас»            | КП                     | ?         | ?         | КБ                 | 2                  | 1                  | -                    | -                    | -                    | РСП           | 2+            | 4             | 4+     | 5+     |
| 2001                   | «Крузейру»             | КМ+A                   | 26        | ?7        | -                  | -                  | -                  | КЛ                   | ?                    | 0                    | -             | -             | -             | 26+    | 7+     |
| 2001–02                | «Парма»                | A                      | 0         | 0         | КІ                 | 0                  | 0                  | -                    | -                    | -                    | -             | -             | -             | 0      | 0      |
| 2002                   | «Палмейрас»            | КП                     | ?         | ?         | КБ                 | 2                  | 0                  | -                    | -                    | -                    | -             | -             | -             | 2+     | 0+     |
| Усього за «Палмейрас»  | Усього за «Палмейрас»  | Усього за «Палмейрас»  | 65+       | 18+       |                    | 28                 | 6                  |                      | 14+                  | 13                   |               | 3+            | 4             | 110+   | 41+    |
| 2002                   | «Крузейру»             | КМ+A                   | ?+13      | ?+2       | КБ                 | 0                  | 0                  | -                    | -                    | -                    | -             | -             | -             | 13+    | 2+     |
| 2003                   | «Крузейру»             | КМ+A                   | ?+37      | ?+23      | КБ                 | 11                 | 6                  | ПАК                  | ?                    | 0                    | -             | -             | -             | 48+    | 30+    |
| 2004                   | «Крузейру»             | КМ+A                   | ?+5       | ?+2       | -                  | -                  | -                  | ЛЧ                   | 6                    | 3                    | -             | -             | -             | 11+    | 5+     |
| Усього за «Крузейру»   | Усього за «Крузейру»   | Усього за «Крузейру»   | 71+       | 31+       |                    | 11                 | 6                  |                      | 6+                   | 3                    |               | -             | -             | 88+    | 40+    |
| 2004–05                | «Фенербахче»           | СЛ                     | 31        | 24        | CT                 | 5                  | 4                  | ЛЧ+КУЄФА             | 6+2                  | 0+1                  | -             | -             | -             | 44     | 29     |
| 2005–06                | «Фенербахче»           | СЛ                     | 31        | 15        | CT                 | 8                  | 2                  | ЛЧ                   | 4                    | 3                    | -             | -             | -             | 43     | 20     |
| 2006–07                | «Фенербахче»           | СЛ                     | 32        | 19        | CT                 | 3                  | 0                  | ЛЧ+КУЄФА             | 4+8                  | 0+1                  | -             | -             | -             | 47     | 20     |
| 2007–08                | «Фенербахче»           | СЛ                     | 28        | 14        | CT                 | 3                  | 0                  | ЛЧ                   | 12                   | 4                    | СКТ           | 1             | 0             | 44     | 18     |
| 2008–09                | «Фенербахче»           | СЛ                     | 26        | 11        | CT                 | 5                  | 4                  | ЛЧ                   | 9                    | 2                    | -             | -             | -             | 40     | 17     |
| 2009–10                | «Фенербахче»           | СЛ                     | 26        | 11        | CT                 | 9                  | 7                  | ЛЄ                   | 8                    | 3                    | СКТ           | 1             | 2             | 44     | 23     |
| 2010–11                | «Фенербахче»           | СЛ                     | 33        | 28        | CT                 | 1                  | 0                  | ЛЧ+ЛЄ                | 2+2                  | 0+0                  | -             | -             | -             | 38     | 28     |
| 2011–12                | «Фенербахче»           | СЛ                     | 33        | 14        | CT                 | 3                  | 3                  | -                    | -                    | -                    | -             | -             | -             | 36     | 17     |
| 2012–13                | «Фенербахче»           | СЛ                     | 5         | 0         | CT                 | 1                  | 1                  | ЛЧ+ЛЄ                | 3+1                  | 0+1                  | СКТ           | 1             | 1             | 11     | 3      |
| Усього за «Фенербахче» | Усього за «Фенербахче» | Усього за «Фенербахче» | 245       | 136       |                    | 38                 | 21                 |                      | 61                   | 15                   |               | 3             | 3             | 347    | 175    |
| 2013                   | «Корітіба»             | КП+A                   | 17+29     | 15+12     | КБ                 | 1                  | 0                  | СА                   | 1                    | 0                    | -             | -             | -             | 48     | 27     |
| 2014                   | «Корітіба»             | КП+A                   | 8+26      | 4+6       | КБ                 | 3                  | 0                  | -                    | -                    | -                    | -             | -             | -             | 37     | 10     |
| Усього за «Корітібу»   | Усього за «Корітібу»   | Усього за «Корітібу»   | 97+       | 42+       |                    | 6                  | 0                  |                      | 1                    | 0                    |               | -             | -             | 104+   | 42+    |
| Усього за кар'єру      | Усього за кар'єру      | Усього за кар'єру      | 490+      | 230+      |                    | 83                 | 33                 |                      | 82+                  | 31+                  |               | 6+            | 7             | 661+   | 301+   |

## Титули і досягнення
| Командні «Палмейрас» Володар Кубка Меркосур : 1998 Володар Кубка Бразилії : 1998 Володар Кубка Лібертадорес : 1999 Переможець Турніру Ріо-Сан-Паулу : 2000 Володар Кубка чемпіонів Бразилії ]: 2000 Фіналіст Міжконтинентального кубка : 1999 «Фламенго» [ 14 ] [ 15 ] Чемпіон штату Ріо-де-Жанейро : 2000 «Крузейру» Чемпіон Бразилії : 2003 Володар Кубка Бразилії : 2003 Чемпіон штату Мінас-Жерайс : 2003, 2004 Володар Кубка Сул-Мінас : 2001, [ 16 ] 2002 [ 17 ] «Фенербахче» Чемпіон Туреччини : 2004–05 , 2006–07 , 2010–11 Володар Кубка Туреччини : 2011–12 [ 18 ] Володар Суперкубка Туреччини : 2007 , 2009 «Корітіба» Чемпіон штату Парана : 2013 Збірна Бразилії Володар Кубка Америки : 1999 , 2004 Фіналіст Кубка конфедерацій (1): 1999 | - Юнацький Золотий м'яч Бразилії (1): 1990, 1991 - Найкращий молодий гравець чемпіонату штату Парана (1): 1994 - Відкриття чемпіонату штату Парана (1): 1995 - Найкращий гравець чемпіонату штату Парана (1): 1996 - Найкращий півзахисник чемпіонату штату Парана (1): 1997 - Найкращий бомбардир Кубка Меркосур (1): 1998 (6 голів) - 3-ій форвард в світі за версією IFFHS (1): 1999 - Найкращий півзахисник Південної Америки за версією El País (2): 1999, 2003 - Найкращий півзахисник штату Мінас-Жерайс (трофей Теле Сантани) (1): 2002 - Найкращий гравець штату Мінас-Жерайс (трофей Теле Сантани) (1): 2003 - Золотий м'яч Бразилії (1): 2003 - Найкращий гравець чемпіонату Туреччини (3): 2004, 2005, 2006 - Спеціальна премія ФІФА — 500 матчів за кар'єру: 2005 - Найкращий бомбардир Кубка Туреччини (1): 2004/05 (4 голи) - Найкращий бомбардир чемпіонату Туреччини (2): 2006/07 (19 голів), 2010/11 (28 голів) - Найкращий асистент Ліги чемпіонів УЄФА : 2007/08 (6 гольових пасів) - Рекордсмен «Крузейро» за кількістю голів в одному матчі чемпіонату Бразилії: 5 голів |